# 2013 у Тернополі
| Роки в Тернополі: ← · 2000 · 2001 · 2002 · 2003 · 2004 · 2005 · 2006 · 2007 · 2008 · 2009 · 2010 · 2011 · 2012 · 2013 · 2014 · 2015 · 2016 · 2017 · 2018 · 2019 · 2020 · 2021 · 2022 · 2023 · 2024 Див. також: XIX століття · XX століття |

## Річниці

### Річниці заснування, утворення
- 13 квітня — 100 років із часу заснування Тернопільського обласного краєзнавчого музею (1913)

### Річниці від дня народження
- 19 березня — 175 років від дня народження українського адвоката, бургомістра м. Тернополя Володимира Лучаківського (1838—1903);

## Події
- Розпочато реконструкцію тернопільського автовокзалу, яка тривала до 2016 року.
- 20—21 березня — в актовій залі школи відбувся міський етап обласного дитячого фестивалю-конкурсу духовної пісні «Гімн Богу», присвяченого 1030-річчю від дня народження Антонія Печерського, в якому взяло участь 23 хорових колективи з 22 навчальних закладів міста.[1]
- серпень — завершено реконструкцію бульвару Данила Галицького: оновлено водограй та облаштовано дитячий майданчик.
- жовтень — на Театральному майдані провели перший етно-гастрономічний фестиваль «Галицька дефіляда».
- 21 листопада — у Тернополі та області розпочалися протести, що пізніше переросли в Євромайдан та Революцію гідності.

## З'явилися
- на фасаді будинку № 2 на вул. Гетьмана Сагайдачного в Тернополі встановили меморіальна дошка Степанові Данилишину (скульптор Дмитро Мулярчук;
- 28 серпня створено Навчально-науковий інститут інноваційних освітніх технологій Тернопільського національного економічного університету;
- у жовтні в місті започатковано гастрономічний фестиваль «Галицька дефіляда».

## Скасовані
- 31 грудня розформована 11-та окрема артилерійська бригада.